# Dallara 320
El Dallara 320 es un monoplaza de carreras desarrollado por el fabricante italiano Dallara, esto para que se usara en el Eurofórmula Open y Super Formula Lights. Fue construido como una versión mejorada del chasis Dallara F317 al que reemplaza.